# ستيفن برادفورد (سياسي)
ستيفن برادفورد (بالإنجليزية: Steven Bradford)‏ هو سياسي أمريكي، ولد في 12 يناير 1960. حزبياً، نشط في الحزب الديمقراطي. وقد انتخب عضو جمعية ولاية كاليفورنيا.

## وصلات خارجية
- الموقع الرسمي